# فريدريك لانغ
فريدريك لانغ (بالألمانية: Friedrich Lang)‏ هو عسكري ألماني، ولد في 12 يناير 1915 في Moravská Třebová ‏ في التشيك، وتوفي في 29 ديسمبر 2003 في هانوفر في ألمانيا.